# 绍拉布·乔杜里
绍拉布·乔杜里（Saurabh Chaudhary，2002年5月12日—），印度男子射击运动员，2018年亚洲运动会男子10米气手枪金牌得主、2018年夏季青年奥运会男子10米气手枪金牌得主、2019年亚洲射击锦标赛男子10米气手枪和混合团体10米气手枪银牌得主。